# Kevin Willis
Kevin Willis (Los Angeles, 6 de setembro de 1962) é um ex-jogador de basquete norte-americano, conhecido por jogar pelo Atlanta Hawks na NBA. Kevin Willis é o detentor do recorde de mais partidas jogadas na NBA por um jogador não-incluso no Basketball Hall of Fame. Ele foi selecionado para o NBA All-Star Game em 1992 jogando pelo Atlanta Hawks e se sagrou campeão da Temporada da NBA de 2002-03 jogando pelo San Antonio Spurs.